# Monastero di Santa Croce (Rovereto)
Il monastero di Santa Croce, noto anche come monastero di Santa Croce di Lizzana, è stato un luogo di culto cattolico edificato su un'area appartenente all'allora comune autonomo di Lizzana e che in seguito è divenuta frazione del comune di Rovereto.
Al suo posto, in via Benacense, esiste un impianto sportivo denominato Pra delle Moneghe.

## Storia e descrizione
I lavori per la costruzione iniziarono nel 1742 e già due anni dopo le opere murarie erano ultimate. I tempi per la sua consacrazione furono lunghi, e prima che questa avvenisse, a partire dal 1746, il monastero venne utilizzato come ospedale militare.

### Fondatrice
Agnese Fait Wangher, figlia di Cristiano Fait e di Elisabetta Costa, fu la terzogenita di cinque fratelli ma l'unica a sopravvivere, poiché gli altri quattro morirono giovanissimi. A diciotto anni sposò Francesco Antonio Wangher. Ebbe in dote dal padre una ricca eredità (che comprendeva terreni nelle regole di Noriglio, Rovereto, Trambileno e Volano) che per volontà testamentarie paterne doveva amministrare lei sola.
Ricca e senza figli, Agnese pensò probabilmente a come lasciare un segno duraturo che rimanesse anche dopo di lei, e in un atto notarile del 1739 incaricò i padri di Santa Maria del Carmine di far costruire in Borgo San Tomaso un convento per le suore del terzo ordine di Maria Vergine Santissima del Carmine, sotto la protezione di santa Teresa d'Avila.
Contemporaneamente, seguendo volontà espresse dal padre, commissionò al pittore saccense Gaspare Antonio Baroni Cavalcabò una pala raffigurante sant'Antonio da Padova per la chiesa arcipretale di San Marco. La pala fu consegnata alla fabbrica della chiesa roveretana nel 1741.
L'idea originale di Borgo San Tomaso venne in seguito abbandonata e Agnese si risolse ad acquistare un terreno più periferico che venne ceduto solo dopo molte insistenze dal nobile Pietro Antonio Vannetti, e quello fu il sito sul quale sorse il convento.

### Costruzione
Ottenuti il permesso di edificazione dall'allora comune di Lizzana i lavori ebbero inizio il 24 ottobre 1742.
Per la fabbrica del complesso degli edifici furono incaricati Giovanni Battista Tacchi (alcuni anni dopo impegnato nella costruzione del teatro comunale Riccardo Zandonai) e Giovanni Antonio Visetti. Nello stesso periodo i padri di Santa Maria del Carmine furono sollevati dall'incarico di supervisionare i lavori e tale compito fu assegnato ai provveditori della città roveretana.
Durante i lavori, nel 1743, ancora non era chiaro se sarebbe stato possibile utilizzare la struttura come convento o come ospedale. L'approvazione del principe vescovo Domenico Antonio Thun arrivò solo nel 1744. L'autorizzazione da Innsbruck attraverso il podestà di Rovereto, che presupponeva il parere favorevole dell'imperatrice Maria Teresa d'Austria giunse solo nel 1754 e infine l'approvazione della Santa Sede arrivò nel 1770, quando Agnese Fait Wangher era ormai morta da 10 anni.

### Monastero e chiesa
Ottenuto il parere favorevole da parte dell'autorità viennese, e dopo un suo utilizzo come ospedale militare per le truppe durante la Guerra dei sette anni tra il 1746 ed il 1747, ancor prima che fosse edificata la chiesa, venne celebrata in uno dei locali dell'edificio ormai ufficialmente convento, la santa messa.

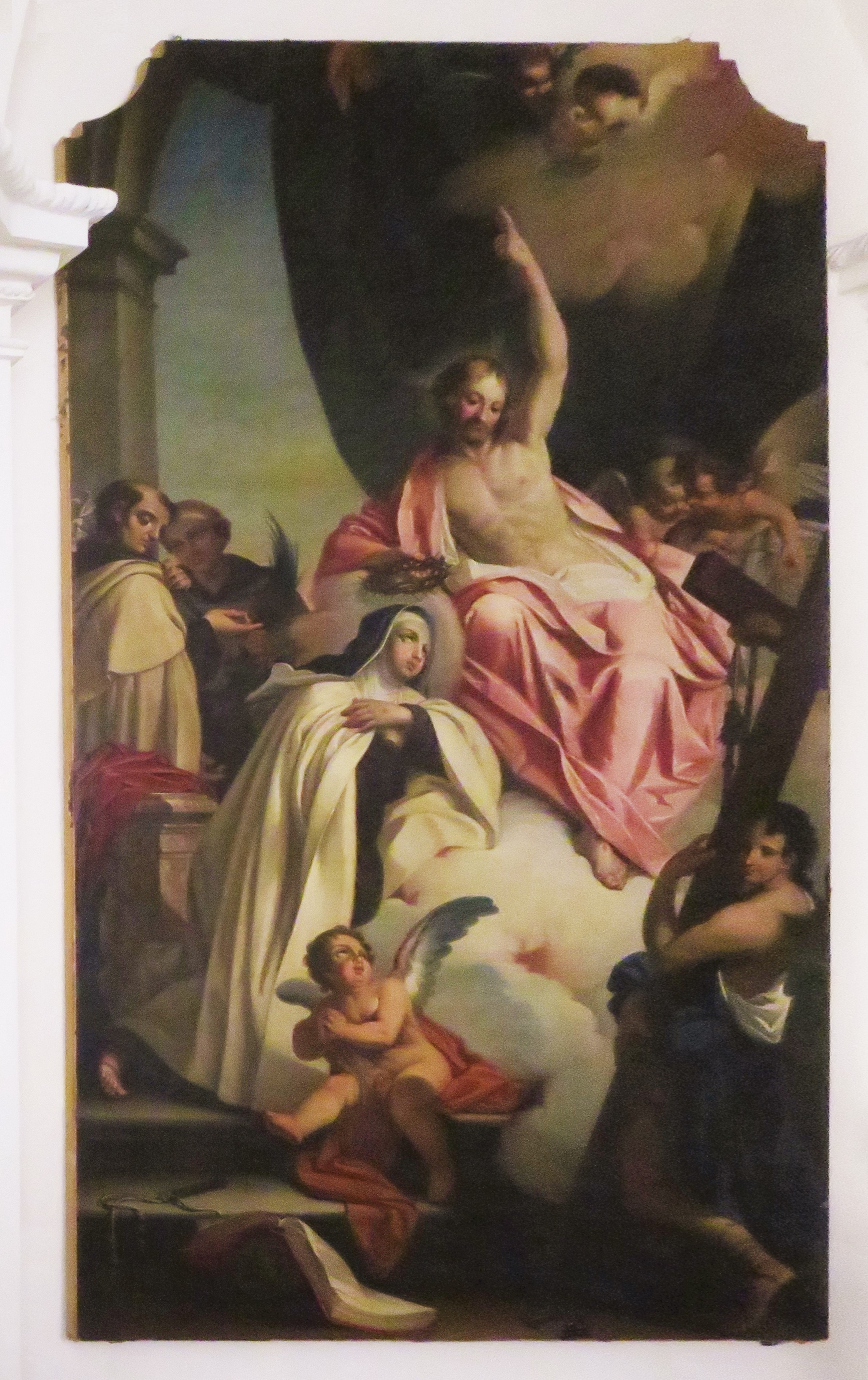
Pala dell'altare laterale destro della distrutta chiesa di Santa Croce, dedicato a Maria Maddalena de' Pazzi, ora conservato nella chiesa di Santa Maria del Carmine.

Nel 1754 giunsero da Bologna, mandate dal cardinale Vincenzo Malvezzi Bonfioli su esplicita richiesta di Agnese Fait, due terziarie carmelitane: madre Caterina Pilati e madre Gertrude Mazzoni. A loro venne inizialmente affidato il compito di far partire la vita religiosa del convento. Poco a poco il numero delle religiose arrivò ad otto, e attorno al 1764 anche la chiesa venne edificata. Intanto, nel 1760, Agnese morì, lasciando affidate ad un testamento autografo le sue volontà.
Quando la chiesa fu costruita, e sino al 1771, l'altare maggiore era in legno. Le carmelitane ad un certo momento decisero che era possibile investire fondi in quel periodo a loro disposizione per ordinare un altare in marmo. Il progetto presentato da Stefano Paina di Brentonico fu accettato, i lavori iniziarono e l'opera fu terminata nel 1773.
Nel 1828 furono ultimati i due altari laterali, che non erano stati previsti dalla fondatrice. Quello di destra dedicato a Maria Maddalena de' Pazzi e quello di sinistra a santa Teresa d'Avila.
Tra il 1840 ed il 1841 la facciata della chiesa, che da tempo mostrava problemi di degrado, venne completamente restaurata. Seguì nel 1903 un intervento nei suoi interni e infine nella navata venne posata una nuova pavimentazione in pietra, nel 1907.

#### Consacrazione chiesa
Negli anni immediatamente successivi alla sua costruzione non fu possibile consacrare la chiesa per vari motivi legati principalmente alle vicende politiche ed al succedersi delle dominazioni. Fu solo attorno al 1820 che la priora del monastero invitò a Rovereto il vescovo di Chioggia Giuseppe Manfrin Provedi per svolgervi questa funzione. In tale occasione il vescovo consacrò anche la chiesa di Santa Maria del Carmine. Alla cerimonia prese parte Antonio Rosmini, che in quei giorni ottenne dal vescovo Manfrin il diaconato.

### Scuola elementare femminile pubblica e gratuita

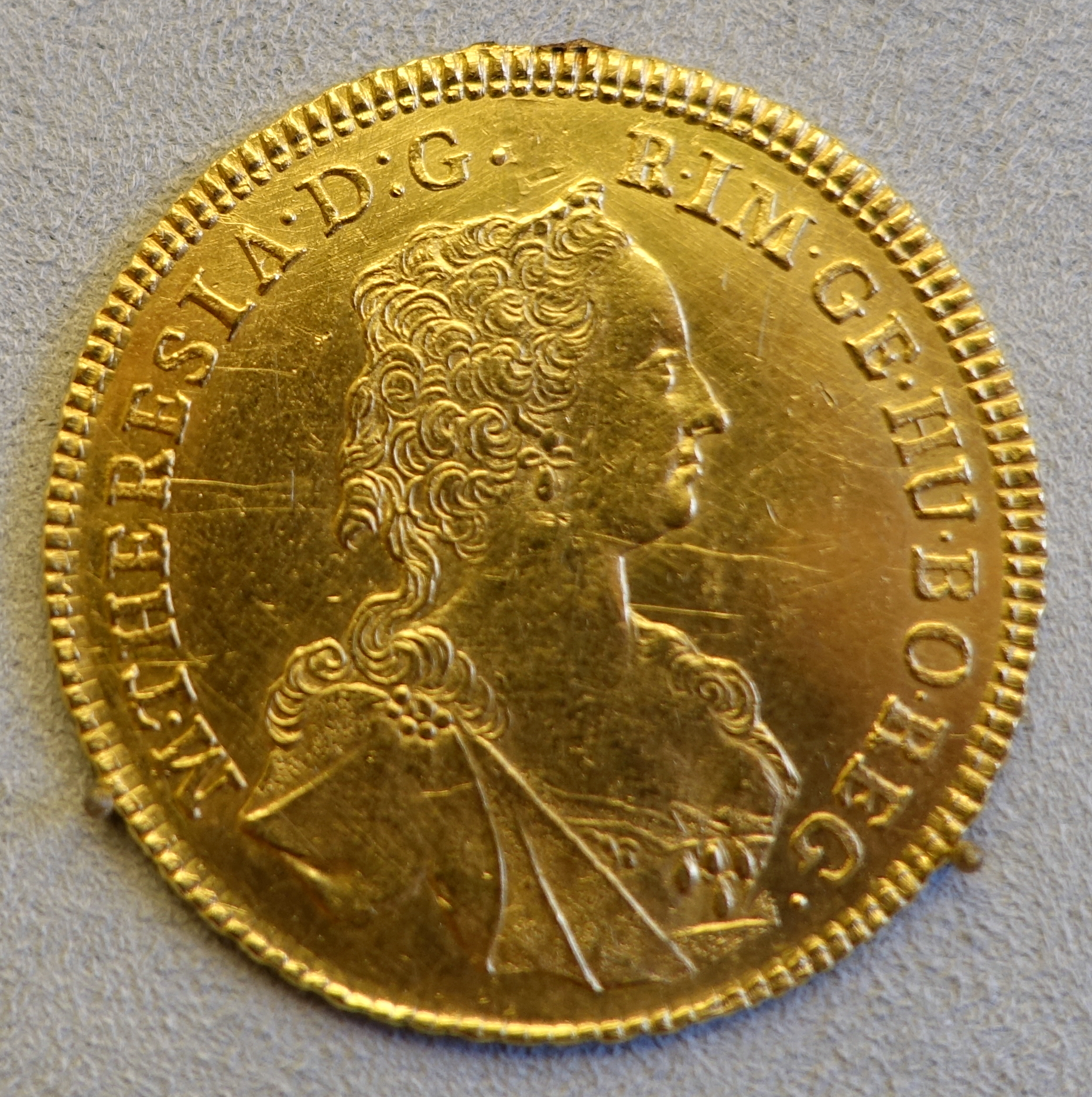
Maria Teresa d'Austria in una moneta dell'epoca

Con volontà testamentaria Agnese Fait espresse nel 1743 il desiderio di aprire una scuola femminile gratuita e già nove anni dopo un primo inizio si realizzò, destinando una stanza del convento, con apertura sulla pubblica via, alla scuola per ragazze.
Soltanto nel luglio 1767 tuttavia venne inaugurata la scuola com'era nei progetti iniziali, e fu la prima di questo genere a Rovereto. La scuola nei primi tempi fu gestita dalle suore terziarie carmelitane che, oltre ad impartire lezioni sulla religione e sul comportamento da tenere da parte di una buona cristiana e cittadina insegnavano alle ragazze a leggere ed a scrivere.
Nel 1774 Maria Teresa d'Austria emanò il suo regolamento generale scolastico e tutte le scuole, anche nei territori italiani, vi si dovettero uniformare. A Rovereto la Scuola Normale venne inaugurata nel 1775 ed anche la scuola di Santa Croce fu soggetta a tali indicazioni. Le carmelitane accolsero con attenzione tali disposizioni e svolsero con cura il mandato imperiale tanto da ottenere dal governo austriaco un'attestazione di lode e una medaglia d'oro dalla stessa imperatrice.

### Cambio della Regola. Le terziarie carmelitane diventano dame inglesi
Giuseppe II, succeduto alla guida dell'impero asburgico a Maria Teresa, a partire dal 1780 introdusse una riforma religiosa nei rapporti tra l'autorità imperiale e quello della Chiesa cattolica nota come giuseppinismo. La conseguenza in tutti i territori controllati dall'Austria fu la soppressione di moltissimi ordini religiosi e la confisca dei loro beni. A Rovereto, ad esempio, fu chiuso il convento dei carmelitani della chiesa di Santa Maria del Carmine e l'edificio venne quasi completamente distrutto o destinato ad altro uso lasciandone intatto soltanto il chiostro, più antico.
Le terziarie carmelitane di Santa Croce tentarono di ottenere una sorte diversa coinvolgendo le autorità locali ed inviarono una supplica a Vienna con i pareri favorevoli di molte personalità e amministrazioni della zona di Rovereto. La richiesta fu solo parzialmente esaudita. Il Governo austriaco accettò che la scuola continuasse a funzionare e che le carmelitane potessero essere ancora impiegate nel ruolo di maestre ma alla condizione che abbandonassero la regola antica ed abbracciassero quella delle dame inglesi.
A partire da questo momento il monastero continuò la sua attività ma non più con i capitali lasciati in eredità dalla fondatrice Agnese Fait Wangher perché tutti i beni furono incamerati dallo Stato che si impegnò a versare annualmente alle dame inglesi una pensione. Per le clarisse del monastero di San Carlo, che gestivano anche l'omonima chiesa  il destino fu diverso. L'ordine fu soppresso, il convento fu chiuso e tutti i beni confiscati. Alcune monache, sorprese nel tentativo di salvare alcuni mobili, vennero processate e condannate.
Nel 1783 si concluse la trasformazione voluta da Giuseppe II con la messa all'asta di tutti i beni Fait Wangher, frutto di risparmi della famiglia della fondatrice e donati alle carmelitane di Lizzana. La vendita ebbe luogo nella Cancelleria Imperiale, oggi Palazzo Alberti Poja, e dopo tale circostanza le carmelitane divenute dame inglesi potero mantenere ad uso gratuito solo parte delle antiche proprietà: monastero, infermeria, coro, sagrestia, chiesa, casa del Gastaldo, orto e piccola zona agricola accanto all'orto stesso.

### Collegio
Già dal 1769 si era iniziato ad accogliere ragazze dozzinanti, chiamate "zitelle in dozzina", e si pensò quindi di costruire un nuovo edificio adatto allo scopo. Questo convitto, progettato da professionisti locali, fu ultimato e consegnato nel 1787. In quel momento nel complesso del monastero di Santa Croce risiedevano 18 religiose e sei educande. Le scolare che frequentavano la scuola erano un centinaio.
Durante il Regno Italico napoleonico, a partire dal 1811, il collegio divenne educandato e, anche a causa della chiusura del monastero delle Salesiane in centro, si registrò un notevole aumento di iscrizioni, arrivando ad oltre 200 ragazze che frequentavano la scuola.
La scuola delle dame inglesi, istituzione privata, sarà a tutti gli effetti operativa sostituendosi alla scuola pubblica sin dalla fine del XVIII secolo, e offrirà servizi anche nel periodo estivo nelle sue case estive a maso Sasso di Nogaredo e a Loppio.
Attorno al 1834 la scuola offriva servizi sia come istituzione per le ragazze meno abbienti sia per le appartenenti alle classi sociali più agiate (le dozzinanti), ed erano previsti trattamenti diversi nei due casi, giustificate dal fatto che alcune educande erano destinate a diventare, un giorno, "le madri dei primi personaggi dello Stato".
Per circa 10 anni, a partire dal 1848, le dame inglesi che insegnavano nel collegio furono impiegate anche nella gestione di una scuola in centro città, visto che il monastero era periferico. Furono anni difficili per la fatica alla quale furono sottoposte le religiose, molte delle quali si ammalarono.
Attorno al 1862 venne aperta un'altra scuola a Rovereto, con sede prima nel palazzo Del Bene - d’Arco in piazza Rosmini e successivamente in palazzo Parolari, in borgo santa Caterina. Vi insegnarono sei insegnanti delle dame inglesi provenienti da Lodi.

### Piccolo cimitero per le religiose
Già nel 1760, alla sua morte, la fondatrice Agnese Fait Wangher fu inumata sotto il pavimento del coro del convento. Quando poi alcuni anni dopo fu edificata la chiesa le religiose defunte furono sepolte nella cripta ricavata sotto il presbiterio. Ad iniziare dal 1785 tuttavia questo non fu più possibile per le disposizioni imperiali che impedivano di utilizzare come luogo di sepoltura le chiese, e queste norme poi furono definitivamente confermate dall'editto napoleonico di Saint-Cloud, durante il periodo dell'occupazione francese.
Attorno al 1794 le monache ottennero dall'autorità imperiale il permesso di aprire un piccolo cimitero all'interno delle mura del convento e questo rimase in funzione sino al 1915, quando il monastero fu raso al suolo.

### Piccola cappella di Lourdes
Nel 1901 fu iniziata la costruzione, nel giardino interno del convento, di una cappella dedicata a nostra Signora di Lourdes ed i lavori furono terminati l'anno successivo. La sua benedizione avvenne il 22 giugno 1902.

### Nuovo edificio scolastico
L'educandato, all'inizio del XX secolo, risentiva di problemi di spazio per le ragazze che lo frequentavano e nel 1906 fu presentato un progetto che prevedeva la ricostruzione di alcune parti in rovina del convento e la costruzione ex novo di un più moderno palazzo scolastico. L'importo per i lavori sarebbe stato anticipato dalle dame inglesi e in seguito il governo austriaco le avrebbe rimborsate succedendo nella proprietà dell'immobile. L'edificio venne ultimato e benedetto, con la presenza del vescovo Celestino Endrici, nel 1909.
La nuova scuola risultò all'avanguardia per i tempi, con sale per il disegno e le esperienze di fisica, con un teatro ed una mensa. In quel momento era l'istituzione scolastica più moderna di Rovereto.

## Demolizione
Il 12 maggio 1915 ufficiali del Genio Militare austriaco, dopo un sopralluogo, comunicarono alla superiora che le mura del monastero dovevano essere abbattute, e poco più di una settimana dopo furono fatti saltare tutti gli edifici con l'esplosivo. La demolizione definitiva di ogni struttura fu fissata per la sera del 22 maggio, e per quel momento tutti gli occupanti dovettero abbandonare la costruzione. 
In pochi giorni furono distrutti il convento, la canonica, la chiesa, il convitto, le scuole vecchie e nuove, la cappella di Lourdes e tutte le mura, oltre ad un piccolo cimitero e la ricca vegetazione che adornava l'intera zona.

## Situazione attuale
Nel 1848, circa 100 metri a sud rispetto all'area del monastero, si iniziò la costruzione del nuovo cimitero di Santa Maria, che fu ultimato nel 1866. Poi, tra il 1956 ed il 1958 fu costruita accanto al cimitero la nuova chiesa di Santa Croce.
Oggi nell'area un tempo occupata dal monastero esiste un campo sportivo comunale denominato "Pra delle Moneghe".
Il sogno di Agnese Fait Wangher, che per circa 150 anni aveva realizzato un complesso monumentale unico a Rovereto, fu ridotto in polvere, ed ora ne rimane solo il ricordo.